# دان هاردنغ
دان هاردنغ (بالإنجليزية: Dan Harding)‏ (23 ديسمبر 1983 بغلوستر في المملكة المتحدة - ) هو لاعب كرة قدم بريطاني في مركز الظهير. شارك مع منتخب إنجلترا تحت 21 سنة لكرة القدم. أما مع النوادي، فقد لعب مع إيبسويتش تاون وبرايتون أند هوف ألبيون وليدز يونايتد ونادي ريدنغ ونادي ساوثهامبتون ونادي ميلوول ونوتينغهام فورست وEastleigh F.C. ‏ ونادي ساوثيند يونايتد.

## وصلات خارجية
- دان هاردنغ على موقع قاعدة بيانات كرة القدم.إي يو (الإنجليزية)
- دان هاردنغ على موقع Soccerbase.com (لاعب) (الإنجليزية)
- دان هاردنغ على موقع Soccerway.com (الإنجليزية)